# 梅田修一朗
梅田修一朗（日语：／ Umeda Shūichirō，1995年10月11日—）是日本男聲優，隸屬於賢Production。

## 配音作品
※粗體字為主要角色。

### 電視動畫
2018年
- 佐賀偶像是傳奇
- Banana Fish（夥伴）

2019年
- 花牌情緣3（職員）

2020年
- 虛構推理（匿名、無名）
- 神奇柑仔店 錢天堂（小孩）

2021年
- 海螺小姐（塾生）
- 魔卡派對（學生、魔法使、Security、實況、巴德宏）
- 這個美妙的世界（阿真）
- Tropical-Rouge！光之美少女（園藝社社員）
- 給不滅的你（男子）
- 遊戲王SEVENS（特種決鬥派的少年）
- 白沙的Aquatope（招待客）

2022年
- 神奇柑仔店 錢天堂（新郎、謙二）
- 海螺小姐（見習）
- Delicious Party ♡ 光之美少女（學生、小林龍司）
- 魔法使黎明期（賽維爾[1]）
- 青之蘆葦（雙海濱後輩）
- 式守同學不只可愛而已（和泉[2]）
- 寶可夢 旅途（挑戰者）
- 來自深淵 烈日的黃金鄉
- 影宅 -2nd Season-（威廉、比利）
- 足球風雲 Goal to the Future（三芳亮）
- SHINE POST（粉絲）
- 飆速宅男 LIMIT BREAK（觀眾、前輩）
- 受讚頌者 二人的白皇（拉比耶）
- 孤獨搖滾！（青春男子、學生）
- 百萬噸級武藏 Season2（澤斯卡·戴因）

2023年
- 無意間變成狗，被喜歡的女生撿回家。（波奇太[3]）
- 遊戲王GO RUSH（舒巴赫）
- 百萬噸級武藏 Season2（艦載LOG飛行員）
- 熊熊勇闖異世界 PUNCH！（堤摩爾）
- 藍色管弦樂（男學生）
- 她去公爵家的理由（亞當·提拉[4]）
- 可愛過頭大危機（鮫井咲仁）
- 肌肉魔法使-MASHLE-（麥洛·傑尼斯[5]）
- 殭屍100～在成為殭屍前要做的100件事～（天道輝[6]）
- 戰鬥陀螺X（風見飛鳥[7]）

2024年
- 烈焰先鋒 救國的橘衣消防員（藤代大吾、藤代駿）
- 為了在異世界也能撫摸毛茸茸而努力。（拉爾夫[8]）
- 愚蠢天使與惡魔共舞（谷川裕也[9]）
- 單人房、日照一般、附天使。（德光森太郎[10]）
- Unnamed Memory 無名記憶（拉札爾[11]）
- 聲優廣播的幕前幕後（木村）
- 轉生貴族憑鑑定技能扭轉人生～繼承弱小領土後，招募優秀人才打造最強領土～（吉爾）
- 學姊是男孩（花岡真琴[12]）
- 小市民系列（小鳩常悟朗[13]）
- 敗北女角太多了！（溫水和彥[14]）
- 我的妻子不具感情（大谷富一[15]）
- 孤單一人的異世界攻略（遙[16]）
- 青之壬生浪（花散仁央[17]）
- 噗妮露是可愛史萊姆（河合井小太郎[18]）
- 唯愿来世不相识（男大学生）

2025年
- Unnamed Memory 無名記憶 Act.2（拉札爾[19]）
- 小市民系列 第2期（小鳩常悟朗[20]）
- 正義使者 -我的英雄學院之非法英雄-（灰迴航一[21]）
- 渡同學的××瀕臨崩壞（渡直人[22]）
- 光逝去的夏天（光[23]）
- 噗妮露是可愛史萊姆 第2期（河合井小太郎[24]）
- 神椿市建設中。（あねもす[25]）
- 貫徹輔助魔法支援弱小隊友的宮廷魔法師，慘遭驅逐後目標成為最強冒險者（亞列克·尤古雷特[26]）
- 永久的黃昏（姫神晃[27]）
- 青之壬生浪 芹澤暗殺篇（花散仁央[28]）

2026年
- 火喰鳥 羽州破鳶組（鳥越新之助[29]）
- 正義使者 -我的英雄學院之非法英雄-（第2期）（灰迴航一[30]）

### 動畫電影
2019年
- 甲鐵城的卡巴內里～海門決戰～（カバネ）
- 天氣之子

2022年
- 鈴芽之旅
- THE FIRST SLAM DUNK

2023年
- 金之國 水之國
- GRIDMAN UNIVERSE

2025年
- 電影版 學姊是男孩 雨過天晴（花岡真琴[31]）

### 網路動畫
2019年
- 無限住人-IMMORTAL-（真琴）

2021年
- 告訴我吧北齋！-THE ANIMATION-（實行委員E男）

2022年
- 狂賭之淵 雙（善咲會會員C）

2023年
- LUPIN ZERO（學生A）
- Hundred Note（物怪瑠衣[32]）

2024年
- SAND LAND: THE SERIES（珀瓦爾、沙漠國王軍士兵）

### 遊戲
2019年
- Readyyy!（高千穗亞樹[33]）
- 葛唄-カズラウタ-（灰字由字[34]）

2020年
- REALIVE！～帝都神樂舞隊～（双葉向夜[35]）
- Final Fantasy VII 重製版（チャドリー）

2021年
- うたわれるもの斬2（ラヴィエ）

### 日語配音
2019年
- 怪獸與葛林戴華德的罪行（まじめな生徒[36]）

## 綜藝節目
- イケボ王国の王様がヒマをもてあましておりますっ!!（ガヤドリ寮の方）

## 廣播節目
- 網路廣播
- &CAST!!!アワー ラブエール!（2019年 - 2020年、&CAST!!!※[37]）

## 外部連結
- 經紀公司個人資料頁（日語）
- 梅田修一朗的X（前Twitter）（日語）